# Долгое (озеро, Уфа, Нижегородка)
Долгое — естественное озеро, расположенное в микрорайоне Нижегородка, город Уфа.

## Описание
Это естественное озеро, питающееся родниками. Расположено в центре уфимского жилого микрорайона Нижегородка, застроенного частными жилыми домами, в том числе и по периметру береговой зоны озера.
Озеро является пойменным, длинным и извилистым. Длина озера — 2 километра. Средняя ширина озера — 50 метров, наибольшая — 90 метров. Площадь озера — 10 гектаров. Имеются два пешеходных моста, один из которых понтонный. Является самым большим природным озером в Уфе.
Озеро является эвтрофным водоёмом, по наличию солей относится к гидрокарбонатным, по кислотности — щелочным.
По берегам озера растут вековые осокори, есть большое количество уютных полян. Озеро является одним из мест отдыха, хотя пляж на нём отсутствует.
Озеро является опасным для купания.
На озере имеется пожарный пирс.
В 2011 году на берегу озера открылась мечеть «Мунира».
Зимой на льду озера дети играли в хоккей, для их безопасности 24 декабря 2011 года возле мечети была торжественно открыта «хоккейная коробка».
Озеро ежегодно на 6 месяцев покрывается льдом. Замерзает в первых числах ноября, и оттаивает только в конце апреля.
В конце весны вода в водоеме поднимается приблизительно на 2 метра, а в засушливую погоду уровень воды уменьшается до метра.

### Мосты
Узкий деревянный мосток перекинут через озеро Долгое от улицы Заозёрной по направлению к центру города.
Понтонный мост через озеро Долгое соединяет улицы Рабочую и Медицинскую. В 2014 году проводился его плановый ремонт. В 2016 году мост был демонтирован из-за своей сильной изношенности и во избежание несчастных случаев, а в 2017 году понтонный мост был вновь спущен на воду после капитального ремонта.

## Название
Современное название озера (Долгое) оправдывается его размерами. Это название, по мнению Сергея Синенко является неудачным, поскольку такое же название имеет большое озеро за рекой Уфой, известное под таким названием в документах, начиная с XVII века. На плане города Уфы 1868 года озеро называется Песчаным. На некоторых советских картах озеро именуется Нижегородским. Многие местные жители именуют озеро болотом.

## История
По воспоминаниям местных жителей, около 1971 года береговые склоны озера были покрыты травой, рыбаки сидели на берегах в тени величественных деревьев, окружавших озеро, на озере имелись деревянные мостки для стирки, по озеру плавали лебеди, планировалась постройка санатория.

## Состояние
Озеро замусорено твёрдыми бытовыми отходами, скопившимися на берегу, вокруг мостовых опор, в прибрежной воде. Несмотря на это в озере продолжают рыбачить и стирать. Периодически проводятся уборки территории озера в рамках субботников и санитарных месячников, организуемых администрацией Ленинского района Уфы, а также экологических акций, проводимых совместно с Уфимским территориальным управлением Министерства экологии Республики Башкортостан.

## Перспективы
В 2016 году на прошедшем в Новосибирске ежегодном Международном конкурсе выпускных квалификационных архитектурных работ был награждён дипломом Союза архитекторов России проект Августины Хусаиновой по превращению территории вокруг озера Долгое в «Город мастеров» с обустройством ярморочной площадки, торгового комплекса, спортивного комплекса, летнего кафе, школы гребли, парка развлечений на воде, цепочки тематических садов, многоуровневой набережной, множества пешеходных мостиков.
В 2020 году при обсуждении проекта Генерального плана Уфы на период до 2040 года рассматривался также вопрос о масштабной застройке Нижегородки, для защиты которой от весенних паводковых наводнений потребуется насыпное поднятие уровня земли до высоты 92 метра над уровнем моря, а также укрепление берегов озера Долгое со строительством вокруг него трёхкилометровой дамбы.
В 2020 году на проходившем в Уфе архитектурном фестивале «Перспектива '20» профессором Московского архитектурного университета Сергеем Муратовым был представлен проект по привнесению в Уфу столичных атрибутов. Этим проектом предусматривалось превращение Нижегородки в деловой центр с выселением жителей и превращением озера Долгое в гребной канал.